# Chimon-mana Tessera
La Chimon-mana Tessera è una struttura geologica della superficie di Venere.